# ATC код V01
ATC код V01 (англ. ATC code V01), «Алергени» — підрозділ системи літеро-цифрових кодів Анатомо-терапевтично-хімічної класифікації, розроблених Всесвітньою організацією охорони здоров'я для класифікації ліків та інших медичних продуктів.

## V01AA Екстракти алергенів
- V01AA01 Алергени пташиного пера
- V01AA02 Алергени пилку трави
- V01AA03 Алергени домашнього пилу
- V01AA04 Алергени грибів
- V01AA05 Алергени пилку дерев
- V01AA07 Алергени комах
- V01AA08 Алергени харчові
- V01AA09 Алергени текстилю
- V01AA10 Алергени квітів
- V01AA11 Алергени тварин
- V01AA20 Інші препарати